# Bathyaulax juhai
Bathyaulax juhai (лат.) — вид паразитических наездников рода Bathyaulax из семейства Braconidae. Назван в честь Juha Markkola.

## Распространение
Встречается в Саудовской Аравии (Wadi Majarish).

## Описание
Бракониды среднего размера, длина тела около 2 см (тело 17 мм, переднее крыло 15 мм, яйцеклад 16 мм). Усики тонкие, нитевидные (из 109 флагелломеров). От близких родов отличается следующими признаками: продольная борозда первого тергита метасомы очень глубокая и широкая; треугольник второго тергита вдавлен кзади, передний край впадины изогнут и резко очерчен, впереди впадины с пунктированно-бороздчатой скульптурой. Базальная ячейка переднего крыла явно гиалиновая по сравнению с суббазальной ячейкой, жилка заднего крыла 2-SC + R интерстициальная. Основная окраска жёлтая, за исключением следующих частей: чёрные усики, вершина мандибул и яйцеклад, оранжево-коричневый верх головы. Предположительно, как и близкие виды, паразитоиды личинок древесных жуков. Вид был впервые описан в 2007 году энтомологами Austin Kaartinen (University of Helsinki, Финляндия) и Donald Quicke (Chulalongkorn University, Бангкок, Таиланд).